# 京成オートサービス
京成オートサービス株式会社（けいせいオートサービス、英: Keisei Auto Service Co., Ltd.）は、千葉県船橋市に本社事務所、千葉県千葉市中央区に本店を置き自動車整備業を営む京成グループの企業。京成電鉄タクシーホールディングスの完全子会社。
千葉県内の京成タクシーホールディングス傘下や東京都内の帝都グループなど、京成グループに属するハイヤー・タクシー車両の車検や定期点検、日常の整備業務を主に担当するほか、LPG自動車用オートガス（LPG）スタンドを運営している。

## 沿革
- 1964年
  - 7月 - 千葉県千葉市都町にて「千葉プロパンガス販売株式会社」設立[1]
  - 11月 - 同市都町に千葉営業所を開設[1]
- 1965年10月 - 千葉県船橋市湊町に船橋営業所を開設[1]
- 1966年
  - 5月 - 千葉県千葉市稲毛海岸に稲毛営業所を開設[1]
  - 10月 - 千葉県船橋市滝台に滝台営業所を開設[1]
- 2002年1月 - 稲毛プロパン株式会社を合併[1]
- 2014年10月 - 千葉プロパンガス販売を存続会社として下総産業、帝都商事を合併して成立し、「京成オートサービス株式会社」に商号変更[1]
- 2015年
  - 2月 - 船橋営業所を千葉県船橋市宮本に移転[1]
  - 8月 - 本社事務所を同市湊町に移転[1]
- 2017年
  - 3月 - 帝都自動車交通グループの整備部門を事業譲受[1]
  - 4月 - 京成電鉄の連結子会社化[1]
- 2018年6月 - 船橋事業部を千葉県船橋市栄町に移転[1]
- 2019年5月 - 本社事務所を同市栄町に移転[1]
- 2022年3月 - 帝都三信交通の整備部門を事業譲受[1]
- 2025年3月1日 - 京成電鉄タクシーホールディングスの傘下へ移管[2]

## 拠点

### 本店
- 千葉県千葉市中央区都町2-21-16

### 事業所
- 本社事務所
  - 千葉県船橋市栄町1-12-2
- 東京事業部
  - 京島VSサービス工場[注 1][注 2]
    - 東京都墨田区京島2-9-3

  - 墨田整備工場
    - 東京都墨田区押上2-13-5
帝都自動車交通 墨田営業所内
- 船橋事業部
  - 船橋工場[注 2]
    - 千葉県船橋市栄町1-12-2

### オートガススタンド
- 千葉営業所
  - 千葉県千葉市中央区都町2-21-16
- 稲毛営業所
  - 千葉県千葉市美浜区稲毛海岸5-1-1
- 船橋営業所
  - 千葉県船橋市宮本2-12-14
- 滝台営業所
  - 千葉県船橋市滝台1-10-18

### 整備工場
- 大森整備工場
  - 東京都大田区大森北2-20-15
帝都自動車交通 大森営業所内
- 板橋整備工場
  - 東京都板橋区大山金井町55
帝都自動車交通 板橋営業所内
- 日暮里整備工場
  - 東京都荒川区西日暮里6-4-4
帝都自動車交通 日暮里営業所内
- 日新整備工場
  - 東京都大田区萩中3-2-12
帝都日新交通 営業所内
- 葛飾整備工場
  - 東京都葛飾区白鳥2-13-18
帝都葛飾交通 営業所内
- 三信整備工場
  - 東京都大田区東六郷1-38-8
帝都三信交通 営業所内